# Josephus Daniels
Josephus Daniels, född 18 maj 1862, död 15 januari 1948, var en amerikansk politiker.
Daniels var journalist i North Carolina, och en av ledarna för det demokratiska partiet där. Han var marinminister (1913-1921) under president Woodrow Wilson och en av dennes trognaste anhängare. Daniels har bland annat utgett Life of W. Wilson (1924).